# Pleosphaerellula
Pleosphaerellula is een geslacht van schimmels uit de klasse Dothideomycetes. De typesoort is Pleosphaerellula cornicola.

## Soorten
Volgens Index Fungorum telt het geslacht twee soorten (peildatum februari 2022):
| Soortnaam                  | Auteur(s)          | Publicatiejaar |
| -------------------------- | ------------------ | -------------- |
| Pleosphaerellula cornicola | Naumov & Czerepan. | 1952           |
| Pleosphaerellula fumanae   | Tóth               | 1975           |